# Diamond Dogs (Film)
Diamond Dogs ist ein kanadisch-chinesischer B-Actionfilm von den Regisseuren Shimon Dotan und Dolph Lundgren aus dem Jahr 2007.

## Handlung
Der hochdekorierte US-amerikanische Ex-Captain der Green Berets Xander Ronson, der auf der Flucht vor seiner Vergangenheit seit sechs Jahren in der Inneren Mongolei lebt und dort die heruntergekommene Sicherheitsfirma Ronson Security betreibt, bestreitet in einer Provinzstadt illegale Straßenkämpfe für seinen Lebensunterhalt. Mit Hilfe der Preisgelder und zuvor getätigter Wetteinsätze auf die brutalen Duelle, versucht der trinkfreudige Champion seine Schulden von etwa 20.000 US-Dollar zu begleichen. Eines Tages wird er verhaftet und man gewährt ihm vier Wochen Zeit seine ausstehenden Verbindlichkeiten zu begleichen, andernfalls droht ihm ein langjähriger Gefängnisaufenthalt. 
Seine finanziellen Schwierigkeiten macht sich der britische Geschäftsmann Chambers zu eigen, der ihm ein lukratives Angebot für eine mehrtägige Expedition unterbreitet, um eine kostbare Reliquie, ein Thangka, zu bergen. Für den antiken mit Diamanten besetzten buddhistischen Wandteppich, dem übernatürliche Kräfte zugesprochen werden, interessieren sich auch bald skrupellose Kriminelle. Zum Expeditionsteam um Ronson, Chambers, dessen attraktiver Stieftochter Anika und einigen angeworbenen Gefolgsleuten, gesellt sich auch ein chinesischer Archäologieprofessor. 
Der Verband wehrt auf dem Weg zum Expeditionsziel zunächst einen Banditenüberfall, sowie einen weiteren Angriff von Zhukovs Männern auf ihr Nachtlager ab, um am nächsten Tag eine Grabkammer zu untersuchen. Mit ein wenig Mühe erlangen sie schließlich die Reliquie, auf der ein Fluch lasten soll, lösen jedoch dabei einen Mechanismus aus, der Ronson vom übrigen Team trennt. Chambers flüchtet gegen den Willen Anikas ins Basislager, wo er bereits von Zhukov und seinen Söldnern erwartet wird; der Finanzier überlässt Ronson gleichgültig seinem Schicksal. Diesem gelingt es jedoch sich aus eigener Kraft zu befreien und wieder dem Camp zu nähern, um „seine“ Expeditionsteilnehmer zu beschützen. Nach einem Feuergefecht mit mehreren Toten, fliehen die übrig gebliebenen Schatzsucher vor Zhukov über unwegsames Gelände zu einem entlegenen buddhistischen Tempel. Während ihrer Fahrt werden sie abermals von Zhukov überfallen, dessen Schergen den Professor und Chambers töten. 
Am Ende des Films betreten Ronson und Anika die großflächige Tempelanlage, wenig später auch das bewaffnete Söldnerheer, und es kommt zu einem wahren Showdown. Ronson überwältigt nahezu im Alleingang die Angreifer, während die ihm zu Hilfe eilende Anika tödlich verletzt wird. In einem Duell tötet er auch Zhukov und übergibt in einer der letzten Einstellungen des Films das Thangka an drei Mönche.

## Kritiken
Das Lexikon des internationalen Films schrieb, der Film sei ein „durchschnittlicher Actionfilm mit (authentischen) folkloristischen Reiseeindrücken als Plattform für einen skandinavischen Prügelstar.“